# شيخ عبد العزيز
شيخ عبد العزيز (1952 - 11 أغسطس 2008) هو رئيس رابطة جامو كشمير الشعبية، وعضو بارز في مؤتمر حريات جميع الأحزاب، وهو تحالف للمجموعات الانفصالية الكشميرية ضد الحكومة الهندية في جامو وكشمير، كان مدافعًا قويًا عن حق تقرير المصير للشعب الكشميري، وكان يدعو لاستفتاء عام يخضع لإشراف الأمم المتحدة.
قُتل على أيدي القوات شبه العسكرية الهندية في 11 أغسطس 2008 أثناء قيادته مظاهرة ضد «الحصار الاقتصادي» لوادي كشمير.
سُجِنَ في عدة مناسبات بسبب مطالبته بانضمام كشمير إلى باكستان، وهو ثالث زعيم انفصالي بارز يُقتل بعد اندلاع النضال المسلح برعاية باكستان عام 1989 ضد الحكومة الهندية في جامو وكشمير.